# Хостје (Галанта)
Хостје (слч. Hoste) насељено је мјесто са административним статусом сеоске општине (слч. obec) у округу Галанта, у Трнавском крају, Словачка Република.

## Становништво
| Година:    | 1994. | 2004.   | 2014.   | 2024.    |
| ---------- | ----- | ------- | ------- | -------- |
| Број људи: | 496   | 504     | 486     | 431      |
| Разлика:   |       | +1,61 % | -3,57 % | -11,31 % |

| Година:    | 2023. | 2024.   |
| ---------- | ----- | ------- |
| Број људи: | 432   | 431     |
| Разлика:   |       | -0,23 % |

Према подацима о броју становника из 2024. године насеље је имало 431 становника.